# Desiree Akhavan
Desiree Akhavan (27 de diciembre de 1984) es una directora de cine, productora, guionista y actriz, de origen iraní-estadounidense, afincada en Nueva York. Es conocida por su debut por el largometraje Appropriate Behavior de 2014. 

## Biografía

### Educación
Akhavan estudió teatro y cine en el Smith College. Después de graduarse estudio dirección de cine en la Tisch School of the Arts de la Universidad de Nueva York y estudió un año en el extranjero en la Queen Mary de la Universidad de Londres. 

## Vida personal
Akhavan se identifica a sí misma como una mujer bisexual. 
En 2014 Akhavan hizo Comportamiento Apropiado, donde juega una versión alternativa de sí misma. Fue premiada en el Festival de cine de Sundance. Fue su primera película, con la cual optó al título de senior en la Universidad de Nueva York. 
Ha declarado que algunas de sus inspiraciones son: Woody Allen, Todd Solondz, y Noah Baumbach.

## Filmografía
| Año  | Título                | Crédito                      |
| ---- | --------------------- | ---------------------------- |
| 2015 | Girls                 | Actriz                       |
| 2014 | Appropriate Behaviour | Actriz, directora, escritora |
| 2010 | The Slope             | Actriz, directora, escritora |
| 2010 | Nose Job              | Directora y escritora        |